# Миллер, Джудит
Джудит Миллер (англ. Judith Miller; 2 января 1948 года) — американская журналистка, более 25 лет проработавшая в газете Нью-Йорк Таймс. Во время работы в издании была одной из самых влиятельных и входящих в высшие круги власти журналисткой. В 2002 году вместе с группой коллег была удостоена Пулитцеровской премии за статьи о глобальном терроризме.
Статьи Миллер об иракской программе производства оружия массового поражения, которые она печатала до и после военного вторжения в Ирак в 2003 году, вызвали бурные дебаты в обществе. Её вовлечение в скандал с раскрытием личности агента ЦРУ Вэлэри Плэйм (англ. Valerie Plame), работавшей под прикрытием, придало ей ещё большую известность в СМИ.

## Биография и карьера
Джудит Миллер родилась в Нью Йорке. Её отец был евреем, мать — ирландской католичкой. Детство Миллер прошло в Майами и Лос-Анджелесе, где она окончила Hollywood High School.
Её отец, Билл Миллер, был владельцем знаменитого ночного клуба в Нью-Джерси и позже в Лас-Вегасе.
Джудит Миллер училась в университете Огайо.
В 2005 году провела три месяца в тюрьме после того, как отказалась сообщить американскому суду свои источники информации по делу Валери Плейм.

## Факты
- На основе реальных событий, произошедших с Джудит Миллер, в 2008 году был снят фильм «Ничего кроме правды». Однако, по сюжету фильма, личность агента ЦРУ, работавшей под прикрытием, раскрывает журналистка, которая в дальнейшем за отказ сообщить суду имя источника попадает в тюрьму. В действительности личность агента ЦРУ раскрыл журналист Роберт Новак (англ. Robert Novak)[5].
- Джудит Миллер также фигурирует в фильме «Опасное расследование», где используются фрагменты её реальных интервью[6].
- Является автором четырёх книг, две из которых стали бестселлерами.[источник не указан 2362 дня]